# Mohamed Sherif
Mohamed Sherif (Egipto, 4 de febrero de 1996) es un futbolista egipcio. Juega de delantero y su equipo es Al-Ahly de la Liga Premier de Egipto.

## Selección nacional
Es internacional con la selección de fútbol de Egipto.

## Clubes
| Club                | País           | Año       |
| ------------------- | -------------- | --------- |
| Wadi Degla S. C.    | Egipto         | 2015-2018 |
| Al-Ahly             | Egipto         | 2016-2023 |
| ENPPI Club (cedido) | Egipto         | 2019-2020 |
| Khaleej Club        | Arabia Saudita | 2023-2025 |
| Al-Ahly             | Egipto         | 2025-act. |

## Palmarés

### Títulos nacionales
| Título                 | Club    | País   | Año  |
| ---------------------- | ------- | ------ | ---- |
| Liga Premier de Egipto | Al-Ahly | Egipto | 2018 |
| Supercopa de Egipto    | Al-Ahly | Egipto | 2018 |
| Liga Premier de Egipto | Al-Ahly | Egipto | 2019 |

### Títulos internacionales
| Título                      | Club (*) | Sede      | Año  |
| --------------------------- | -------- | --------- | ---- |
| Liga de Campeones de la CAF | Al-Ahly  | Marruecos | 2021 |
| Supercopa de la CAF         | Al-Ahly  | Catar     | 2021 |

(*) Incluyendo la selección.